# Patricio Sebastián
Patricio Sebastián (Mexikóváros, 2003. március 3. –) mexikói gyerekszínész.

## Élete és pályafutása
2003. március 3-án született Mexikóvárosban. Egy testvére van, Limonie. Az Argos színészképzőjében, a La Casa Azulban tanult. 2011-ben az El octavo mandamientóban debütált, ahol Saúl Lisazo és Leticia Huijara fiát alakította. 2012-ben szerepet kapott a Könnyek királynője valamint Az örökség telenovellában.

## Filmográfia

### Televízió
| Év        | Eredeti Cím           | Cím                | Szerep                                         | Stúdió              |
| --------- | --------------------- | ------------------ | ---------------------------------------------- | ------------------- |
| 2011-2012 | El octavo mandamiento |                    | Andrés 'Andresito' San Millán                  | Cadena Tres - Argos |
| 2012      | Corona de lágrimas    | Könnyek királynője | Patricio Chavero                               | Televisa            |
| 2012      | La Patrona            | Az örökség         | David José Suárez és Fernando Beltrán (gyerek) | Telemundo - Argos   |
| 2014      | Camelia, La Texana    |                    | Julián                                         | Telemundo - Argos   |
| 2014      | Señora Acero          |                    | Salvador Acero                                 | Telemundo - Argos   |

### Egyéb
- Niños Incómodos (2012)